# Рефрактерний період

Схема електрофізіологічного запису потенціалу дії, що показує різні фази проходження хвилі збудження клітинною мембраною.

Рефрактéрний період — у біології та медицині це проміжок часу після нервового імпульсу (потенціалу дії), протягом якого спонукальна нервова клітина або їхня сукупність, тимчасово не може знову відреагувати на подразник.

## Біологія
Потенціал дії спонукає відкриття залежних від різниці потенціалів натрієвих каналів в мембрані аксона нервових клітин. Задіяні канали після збудження самі собою закриваються і не можуть негайно відкритися знов. Через відтік іонів калію з клітини, мембрана повинна бути реполяризованою нижче -50 мВ, щоби натрієві канали могли знову відкритися. Отже, клітина не здатна знову відповідати на подразник протягом певного проміжку часу, який і називається рефрактерним періодом або рефрактерною фазою.
Розрізняють абсолютний і відносний рефрактерний періоди:
- Абсолютний рефрактерний період: протягом цього часу потенціал дії не може спричинити збудження незалежно від сили подразника, оскільки залежні від різниці потенціалів натрієві канали перебувають в інактивованому, закритому стані. Це приблизно 2 мс для скелетних м'язів або класичних нервових клітин, та 300 мс для клітин міокарда.
- Відносний рефрактерний період: у цьому разі через збільшену реполяризацію, лише частина натрієвих каналів (але не всі) знову перебувають в очікуванні активації. Потенціали дії можуть запускатися, але для цього потрібна вища сила збудження, а амплітуда потенціалу дії та крутизна деполяризації, зменшуються. Це додатково приблизно 1,5 мс.

Рефрактерний період обмежує найбільшу частоту збудження нейрона, приблизно до 500 Гц і запобігає ретроградному (зворотному) проведенню збудження, тобто утворенню позитивного зворотного зв'язку.

## Кардіологія
Щоби кардіостимулятор не спонукав сам себе, та якнайбільше дозволяв наявний ритм серця, розпізнавання сигналів окремих каналів кардіостимулятора, вимикається на певний проміжок часу. Тут розрізняють рефрактерний період шлуночків і рефрактерний період передсердь.
У клітинах серцевого м'яза рефрактерний період значно довший через фази плато потенціалу дії, ніж в нейронах (близько 300 мілісекунд). Він захищає серце від швидкої послідовності неузгоджених скорочень, внаслідок циклічного збудження (миготіння шлуночків) із зупинкою серця.